# Powiat rawski (województwo lwowskie)
Powiat rawski (lub powiat rawsko-ruski) – powiat z siedzibą w Rawie Ruskiej w II RP.

## Historia
Polski powiat rawski zaczął funkcjonować w 1919 roku w miejsce galicyjskiego powiatu rawskiego.
W okresie II Rzeczypospolitej znajdował się w województwie lwowskim. 1 sierpnia 1934, w miejsce 71 gmin jednostkowych dokonano nowego podziału powiatu na 11 gmin zbiorowych, obok trzech miast.

### Gminy zbiorowe
- gmina Bełżec
- gmina Bruckenthal
- gmina Hujcze
- gmina Kamionka Wołoska
- gmina Lubycza Królewska
- gmina Magierów
- gmina Potylicz
- gmina Siedliska
- gmina Tarnoszyn
- gmina Wierzbica
- gmina Wróblaczyn

### Miasta
- Niemirów Lwowski
- Rawa Ruska
- Uhnów

### II wojna światowa
Powiat rawski został zniesiony w 1939 roku w związku z wybuchem II wojny światowej. Po agresji ZSRR na Polskę granica niemiecko-sowiecka przedzieliła obszar powiatu wzdłuż rzeki Sołokii:
- Północne rubieże powiatu (dwa oddzielone fragmenty) włączono do Landkreis Tomaschow-Lubelski w administrowanym przez Niemców Generalnym Gubernatorstwie, w utworzonym tam dystrykcie lubelskim. 29 kwietnia 1940 Landkreis Tomaschow-Lubelski zniesiono, a jego obszar podzielono między Landkreis Hrubieszów i Landkreis Zamość[2]. Obszary powiatu rawskiego weszły zatem w skład[3]:
  - Landkreis Zamość – gmina Bełżec;
  - Landkreis Hrubieszów – gmina Tarnoszyn wraz z północną część miasta Uhnów z Zastawiem[4];

- Zasadnicza część powiatu rawskiego została włączona do ZSRR. Tam, obszar powiatu wszedł w skład czterech, utworzonych 17 stycznia 1940, rejonów (gminy zniesiono, dzieląc je na sielsowiety)[5]:
  - rejonu magierowskiego – gminy Kamionka Wołoska i Magierów;
  - rejonu niemirowskiego – miasto Niemirów, gmina Wróblaczyn oraz południowy fragment gminy Potylicz (gromady Ulicko Seredkiewicz i Ulicko Zarębane);
  - rejonu rawskiego – miasto Rawa Ruska, gminy gminę Lubycza Królewska i gminę Siedliska oraz większa część gminy Potylicz (bez gromad Ulicko Seredkiewicz i Ulicko Zarębane);
  - rejonu uhnowskiego – miasto Uhnów (część zasadnicza bez północnych rubieży z Zastawiem) oraz gminy Bruckenthal, Hujcze i Wierzbica.

Wraz z wybuchem wojny niemiecko-radzieckiej 22 czerwca 1941,
- obszary dawnego powiatu rawskiego, które w 1939 włączono do ZSRR, zostały wcielone do Generalnego Gubernatorstwa i utworzonego tam dystryktu Galicja. Z obszaru tego Niemcy zrekonstytuowali Landkreis Rawa Ruska (powiat rawski);
- jednak nie połączono go z północnymi rubieżami przedwojennego powiatu rawskiego, które już w 1939 roku weszły w skład GG, lecz pozostały one w dystrykcie lubelskim (w powiatach Zamość i Hrubieszów)[6].

Latem 1944, po zajęciu terenów Landkreis Rawa Ruska przez Armię Czerwoną, 
- obszar wcielono ponownie do ZSRR, a jego podział na rejony (23 lipca 1944) zamanifestował się identycznie co w latach 1940–41[7][8];
- gminy Bełżec i Tarnoszyn (z Zastawiem) na obszarze dystryktu lubelskiego podległy mocy dekretu PKWN z 21 sierpnia 1944 (Art. 12), który uchylił podział administracyjny wprowadzony przez okupanta[9]. Ponieważ zasadnicza część przedwojennego powiatu rawskiego znajdowała się pod administracją ZSRR, w skład przywróconego powiatu tomaszowskiego w odtworzonym województwie lubelskim weszła także gmina Bełżec (ze zniesionego Landkreis Zamość), natomiast administrowana już od 1939 roku przez Landkreis Hrubieszów gmina Tarnoszyn pozostała pod administracją Hrubieszowa po przywróceniu powiatu hrubieszowskiego.

W październiku 1944, w wyniku wytyczenia granicy między ZSRR a Polską, doszło do następujących zmian:
- Rejon uhnowski:
  - 7 rad rejonu uhnowskiego z 10,991 mieszkańcami włączono do Polski (Uhnów, Kornie, Machnów, Nowosiółki Kardynalskie, Nowosiółki Przednie, Poddębce i Wierzbica)[7], gdzie zostały włączone do reaktywowanego powiatu tomaszowskiego w odtworzonym województwie lubelskim. Sielsowiety przekształocno w gromady, które weszły w skład przywróconej – a utworzonej po raz pierwszy przez Niemców – gminy Uhnów[10].
  - Pozostały, większy obszar rejonu uhnowskiego pozostał co prawda w ZSRR, lecz pozbawiony swojej siedziby – i bez żadnej innej miejscowości mogącej przejąć funkcje siedziby – został on rozwiązany i włączony do rejonu rawskiego: rady wiejskie Chlewczany, Choronów, Domaszów (z częścią Sałaszów), Hujcze (z częścią Sałaszów), Karów, Michałówka (z Józefówką), Ostobuż, Seńkowice, Tehlów, Woronów, Wólka Mazowiecka i Zaborze oraz spalony Bruckenthal[11][12].
- Rejon rawski:
  - 7 rad należących przed wojną do gminy Lubycza Królewska (Huta Lubycka, Lubycza Kameralna, Lubycza Kniazie, Lubycza Królewska, Mosty Małe, Teniatyska i Żurawce) oraz 2 gromady należące przed wojną do gminy Siedliska (Hrebenne i Siedliska) włączono do Polski i reaktywowanego tam powiatu tomaszowskiego w odtworzonym województwie lubelskim; obszar ten przekształocno w gminę Lubycza Królewska;
  - 2 rady należące przed wojną do gminy Siedliska (Prusie i Werchrata) oraz radę Dziewięcierz należącą przed wojną do gminy Potylicz włączono do Polski, początkowo jak powyżej. Obszar ten stanowił specyficzny podłużny i bardzo wąski klin (w którego skład wchodził także Radruż[13]) na samym południu województwa lubelskiego wrzynający się w głąb resztkowego województwa lwowskiego. Dopiero po utworzeniu województwa rzeszowskiego 18 sierpnia 1945[14], cypel ten został zlikwidowany, a miejscowości włączono do gminy Horyniec w powiecie lubaczowskim tamże[15].
  - Południowo-wschodnia część rejonu rawskiego pozostała w ZSRR: Dziewięcierz Mały, Huta Obedyńska, Huta Zielona, Olszanka i Potylicz (przed wojną w gminie Potylicz), Hołe Rawskie (przed wojną w gminie Hujcze), oraz Rata i Rzyczki (przed wojną w gminie Siedliska).
- Rejon niemirowski:
  - Jedna rada wiejska rejonu niemirowskiego – Radruż z 2410 mieszkańcami – została włączona do Polski. Obszar ten (wraz z Prusiem, Werchratą i Dziewięcierzem[16]) włączono przejściowo do reaktywowanego powiatu tomaszowskiego w odtworzonym województwie lubelskim; gdzie wszedł w skład gminy Lubycza Królewska. Stanowił on specyficzny podłużny i bardzo wąski klin na samym południu województwa lubelskiego, wrzynający się w głąb resztkowego województwa lwowskiego. Dopiero po utworzeniu województwa rzeszowskiego 18 sierpnia 1945[17], cypel ten został zlikwidowany, a miejscowości włączono do gminy Horyniec w powiecie lubaczowskim tamże[18].
  - Główny obszar rejonu niemirowskiego pozostał w ZSRR, do którego włączono równocześnie gromadę Hruszów ze zniesionego rejonu horynieckiego (którego główny obszar został włączony do Polski)[19].
- Rejon magierowski pozostał w całości w ZSRR.

### Ostatnie regulacje po wojnie
- Gmina Tarnoszyn (1945): Z powodu bliższego położenia gminy względem Tomaszowa Lubelskiego aniżeli Hrubieszowa, władze polskie przeniosły 9 sierpnia 1945 gminę Tarnoszyn z powiatu hrubieszowskiego do powiatu tomaszowskiego (woj. lubelskie)[20]. W skład gminy wszedł także wąski pas na północ od Sołokii gromad Domaszków, Ostobuż, Woronów i Tehlów, należących przed wojną do gminy Bruckenthal.

- Umowa o zmianie granic (1951): W ramach umowy o zmianie granic z 15 lutego 1951[21][22] obszerne połacie położonej w Polsce Sokalszczyzny oraz część przedwojennego powiatu rawskiego odstąpiono ZRRR, tworząc z nich nowy rejon zabuski, który podzielono 10 listopada 1951 na 24 rad: trzy miejskie i 21 wiejskich[23]. W odniesieniu do terytorium przedwojennego powiatu rawskiego zmiana dotyczyła odłączonych od powiatu tomaszowskiego w województwie lubelskim[24]:
  - wschodniej jednej trzeciej gminy Uhnów (gromady Poddębce, Uhnów i Zastawie);
  - południowej ćwierci gminy Tarnoszyn (gromady Korczów i Staje).

- 1957: W ZSRR zniesiono rejon niemirowski, włączając go do rejonu rawskiego[25].
- 1959: W ZSRR zniesiono rejon magierowski, włączając go do rejonu rawskiego[25].
- 1962: W ZSRR zniesiono rejon zabuski włączając go do rejonu sokalskiego[26].
- 1962: W ZSRR zniesiono rejon rawski, a jego obszar włączono do rejonu jaworowskiego[26]; nieco później, w 1964 roku, prawie cały obszar byłego rejon rawskiego przeniesiono z rejonu jaworowskiego do rejonu nesterowskiego[27].

## Starostowie
- Włodzimierz Krzyszkowski (–1927)[28]
- Tadeusz Malinowski (1927–)
- Leonard Chrzanowski (1928–1930)[29]
- Adam Skarżyński (1930–1932)[30][31]
- Stanisław Hawrot (1932–)

Zastępcy
- Stanisław Bałusz (1932–)